# Araputanga
Araputanga este un oraș în statul Mato Grosso (MT), Brazilia. 